# Бяково (Брянская область)
Бяково — село в Навлинском районе Брянской области России. Центр Бяковского сельского поселения.

## География
Расположено по обоим берегам реки Калиновка (бассейн Десны), в 3 км от трассы М3 Москва-Киев («Украина») в 40 км к югу от Брянска.

## Топоним
До XVIII века также называлась Баково.

## История
Село Бяково упоминается с XVII века. В XVIII—XIX веках владение Небольсиных, Безобразовых, Толбузиных, Подлиневых, Молчановых, Кошкаровой и других.
В 1879 была открыта земская школа, а в 1900 — в наемном помещении школа грамоты для девочек.
В середине XX века создан колхоз «Первое Мая», позднее переименованный в «Искру».
В 1964 году к селу присоединена деревня Калиновка (северо-восточная часть села).

### Административно-территориальная принадлежность
До XVIII века входило в состав Подгородного стана Брянского уезда, позднее в Карачевском уезде (с 1861 в составе Соколовской волости, с 1890 в Бутерской волости); в 1924—1929 в Навлинской волости Бежицкого уезда.
До 1963 года и с 1965-го входила в состав Навлинского района.
В 1963—1965 годах в относилась к Брасовскому району.
Решением Брянского сельского облисполкома от 8 сентября 1964 года с. Бяково и д. Калиновка Бяковского сельсовета Брасовского сельского района объединены в один населённый пункт — село Бяково (ГАБО. Ф.Р-6. Оп.4. Д.601. Л.158-170).

## Население
| 1897 | 2010 | 2013 |
| ---- | ---- | ---- |
| 830  | ↘576 | ↘523 |

## Экономика
В 1998 году чешской фирмой «Керазонт» совместно с французской компанией «Серик» был построен в селе Брянский кирпичный завод.

## Русская православная церковь
В селе находилась церковь Николая Чудотворца. Впервые упоминается как разоренная в 1610-х годах. Возобновлена к середине XVII века. Предпоследний, деревянный, храм был построен в 1758 году во имя Св. Пророка Божия Илии. В 1811 году недалеко от места, где стоял деревянный храм, помещиком Молчановым с благословения Досифея, епископа Орловского и Севского, в селе был построен каменный храм с одним престолом во имя Св. и Чудотв. Николая. От деревянного храма в каменном храме сохранялся только большой деревянный выносной крест, сооруженный, как гласила надпись на нем, в 1758 году для новоустроенного храма Св. Прор. Божия Илии. Ремонты каменного храма производились: в 1874 г. — устроен новый иконостас, в 1885 и 1895 годах покраска храма снаружи и внутри; в 1900 году около храма устроена каменная ограда. В храме были особо чтимые иконы: Казанской Божией Матери и Св. Николая, обе деревянные. Кроме обычных крестных ходов в приходе с давних времен совершались 2 крестных хода на поля: 24 июня — в день празднования Тихвинской иконы Божией Матери. По преданию этот ход установлен после одного сильного града, истребившего всю коноплю — главное богатство прихожан; и 20 июля — в день Св. Пр. Илии. В 1902 году 8 сентября, в праздник Рождества Богородицы храм посетил Государь Наследник и Великий Князь Михаил Александрович, где прослушал литургию и молебен, пожертвовал в храм полное шелковое с серебряным оплечьем облачение для священника и диакона, а затем отбыл в свое имение «Бяково». Храм упоминается до 1930-х годов, не сохранился.